# 美濃太田駅列車空襲事件
美濃太田駅列車空襲事件（みのおおたえきれっしゃくうしゅうじけん）は、1945年（昭和20年）8月14日に岐阜県美濃加茂市の国鉄（現在のJR東海）高山本線美濃太田駅で発生したアメリカ軍戦闘機による列車・駅周辺への機銃掃射による事件。

## 事件の概略
8月14日の正午過ぎ、空襲警報が鳴り、可児市広見方面より、艦載機が数機飛来。
低空飛行で、数機が25ミリ砲を撃ち込んできた。

## 被害
蒸気機関車数台が被弾大破。車庫も銃弾で被弾。
炭台の下で、二人が折り重なるように撃たれ病院に運ばれたが戦死した。

## 保存機関車
美濃加茂市本郷町1丁目古井小学校の運動場の隅に蒸気機関車「C58 280」が現在も展示されている。
説明板に、「…この機関車に弾丸があたり、ボイラーの中に弾丸が入っている」とある。